# Between Two Worlds
Between Two Worlds är ett fullängds studioalbum med det norska black metal-bandet I. Albumet lanserades 2006 av skivbolaget Nuclear Blast som CD, dubbel-LP och digipak.

## Låtlista
1. "The Storm I Ride" – 3:27
2. "Warriors" – 5:53
3. "Between Two Worlds" – 5:52
4. "Battalions" – 4:46
5. "Mountains" – 6:05
6. "Days of North Winds" – 4:04
7. "Far Beyond the Quiet" – 7:13
8. "Cursed We Are" – 5:14

Bonusspår på digipak-utgåvan
1. "Bridges of Fire" – 7:36
2. "Shadowed Realms (Intro)" – 1:31
3. "Shadowed Realms" – 5:44

- Text: Demonaz Doom Occulta (Harald Nævdal)
- Musik: Abbath (Olve Eikemo)

## Medverkande
Musiker
- TC King (Tom Cato Visnes aka King/King ov Hell) – basgitarr
- Abbath (Olve Eikemo aka Abbath Doom Occulta/On the Egg) – sång, gitarr
- Ice Dale (Arve Isdal) – gitarr
- Armagedda (Gerhard Herfindal) – trummor

Produktion
- Ice Dale – producent
- Pytten (Eirik Hundvin) – inspelning
- Geir Luedy – ljudtekniker
- Herbrand Larsen – ljudtekniker
- Kristian Tvedt – redigering
- Peter Tägtgren – ljudmix
- Thomas Eberger – mastering
- Håkon Grav – omslagsdesign, foto
- Martin Kvamme – omslagskonst
- Tommy Næss – foto